# Сержи
Сержи (фр. Cergy) насеље је и општина у Француској у Париском региону, у департману Долина Оазе која припада префектури Понтоаз.
По подацима из 2006. године број становника у месту је био 56.873. Општина се простире на површини од 11,68 km². Налази се на средњој надморској висини од 25 m (максималној 121 m, а минималној 21 m).

## Демографија
| 1962. | 1968. | 1975. | 1982.  | 1990.  | 1999.  | 2006.  | 2011.  |
| ----- | ----- | ----- | ------ | ------ | ------ | ------ | ------ |
| 2.455 | 2.895 | 8 896 | 19.357 | 48.141 | 54.719 | 56.873 | 58.341 |

График промене броја становника у току последњих година

## Партнерски градови
- Еркрат
- Коламбија
- Љаојанг
- Порто Ново
- Трес Кантос
- West Lancashire